# Nathalie Granger
Nathalie Granger è un film del 1972 diretto da Marguerite Duras.